# Procesión del Encuentro (Zaragoza)

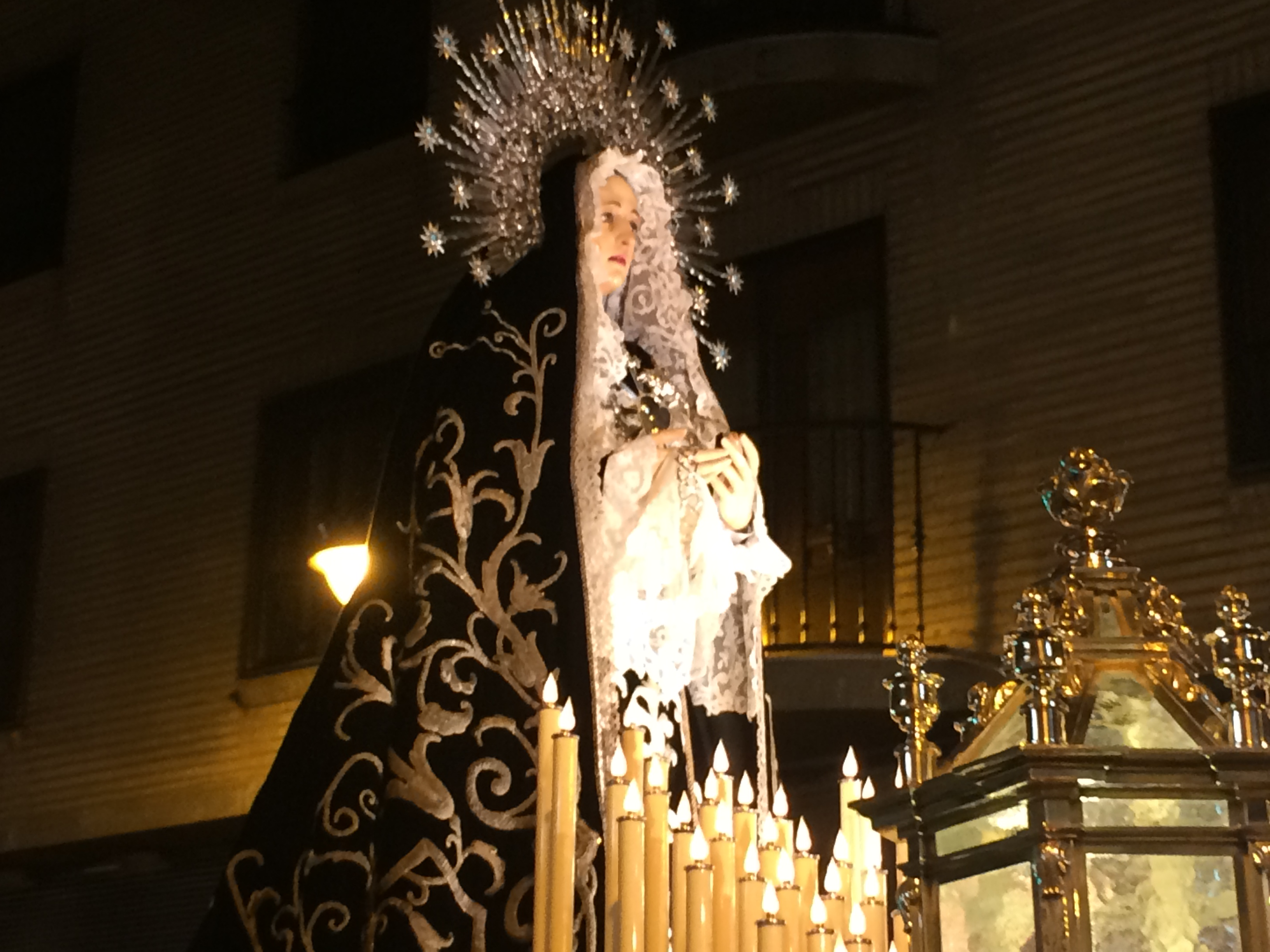
Virgen de los Dolores

La Procesión del Encuentro de la Semana Santa en Zaragoza se remonta al siglo XVIII cuando la organizaba en la Venerable Orden Tercera, y como tal se siguió celebrando hasta la instauración de la II República española, si bien hubo años, debido a la Guerra de la Independencia o a motivos de penuria económica que no salió a la calle la procesión.
Tras la Guerra Civil, las Cofradías de Jesús Camino del Calvario  y de San Joaquín y la Virgen de los Dolores  recuperaron el tradicional Acto. Sólo un año, en 1950, la Cofradía del Prendimiento del Señor y Dolor de la Madre de Dios, se unió al Encuentro.

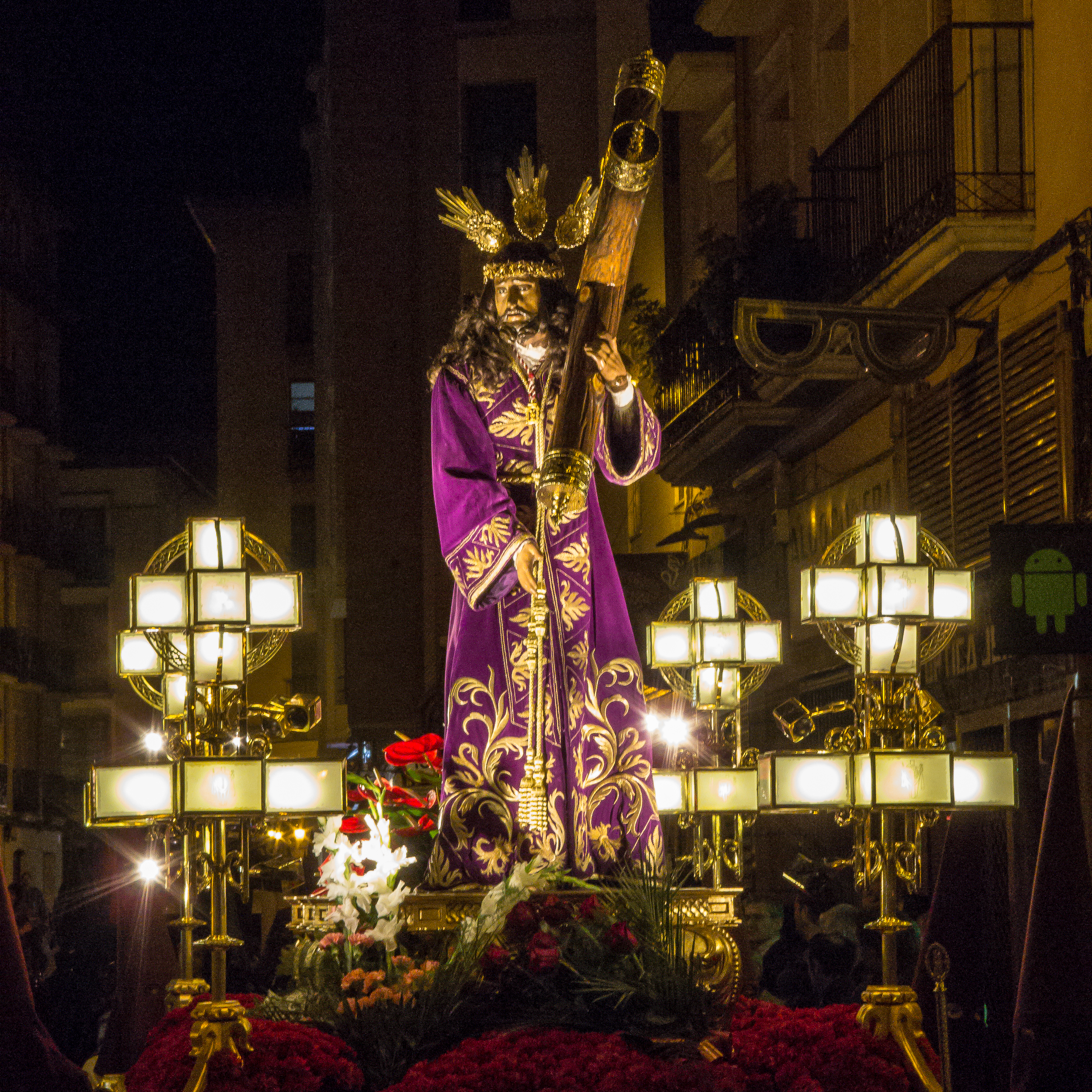
Paso de Jesús Camino del Calvario (Zaragoza, Spain)

Es un Acto multitudinario. Las dos cofradías se dirigen desde sus respectivas sedes a un lugar preestablecido, actualmente a la plaza del Pilar, donde se encuentran a las 12 de la noche del Miércoles Santo y representando el momento en el que la Virgen se encuentra con su hijo en la calle de la Amargura.

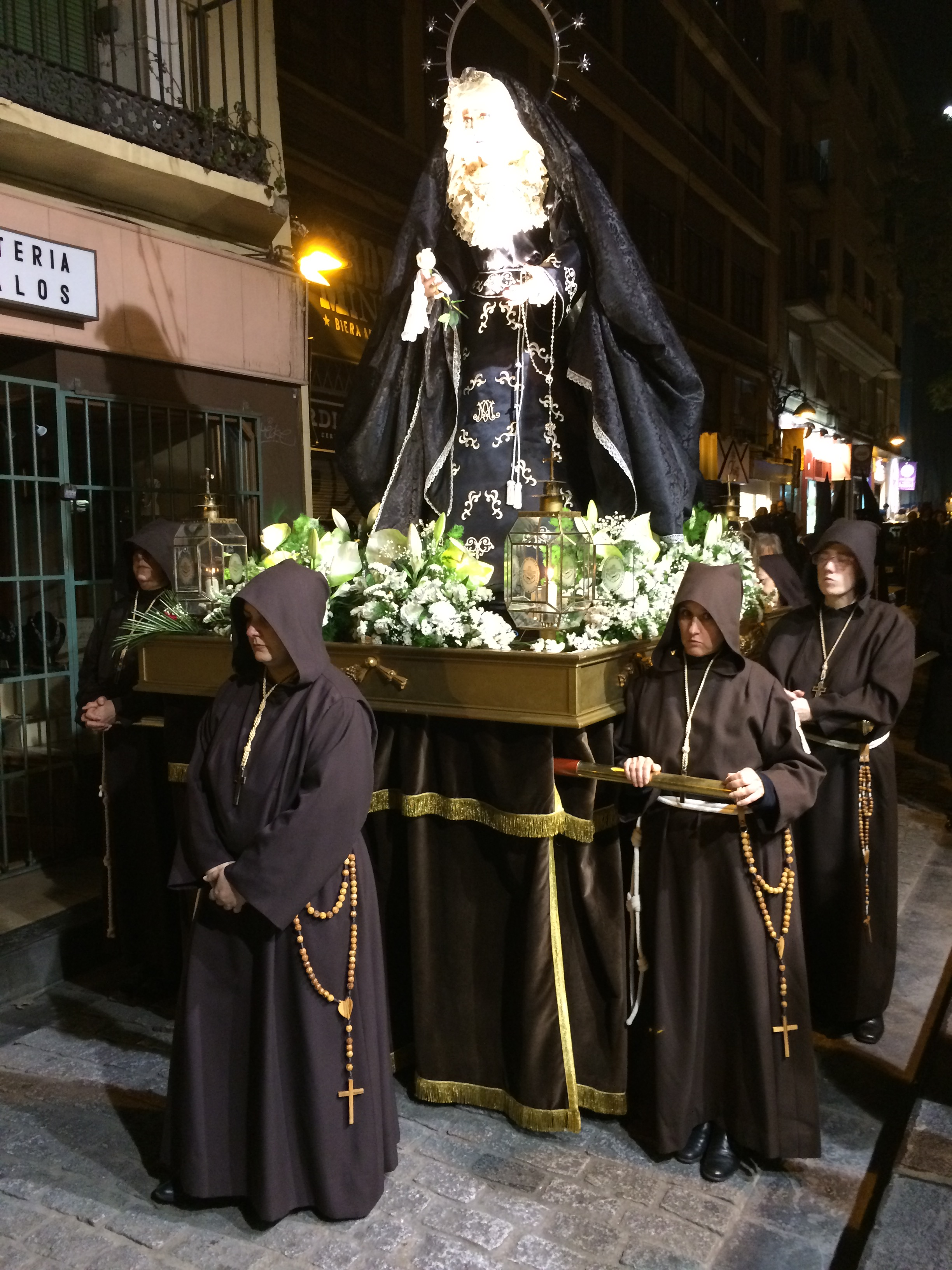
Venerable Orden Tercera con la Virgen de los Ángeles en su Tristeza

El paso de la Dolorosa y el de Jesús con la Cruz a Cuestas se colocan frente a frente; antes las cofradías han compartido toques de tambor. Tras una prédica, la Coral de Santa Engracia entona cánticos pasionarios y, finalizado el Hecho,
una tras otra, las cofradías van a recogerse en San Cayetano.